# Andrej
Andrej, Andrei, Andrij en Andrija zijn Slavische varianten van de jongensnaam Andreas.

## Bekende naamdragers

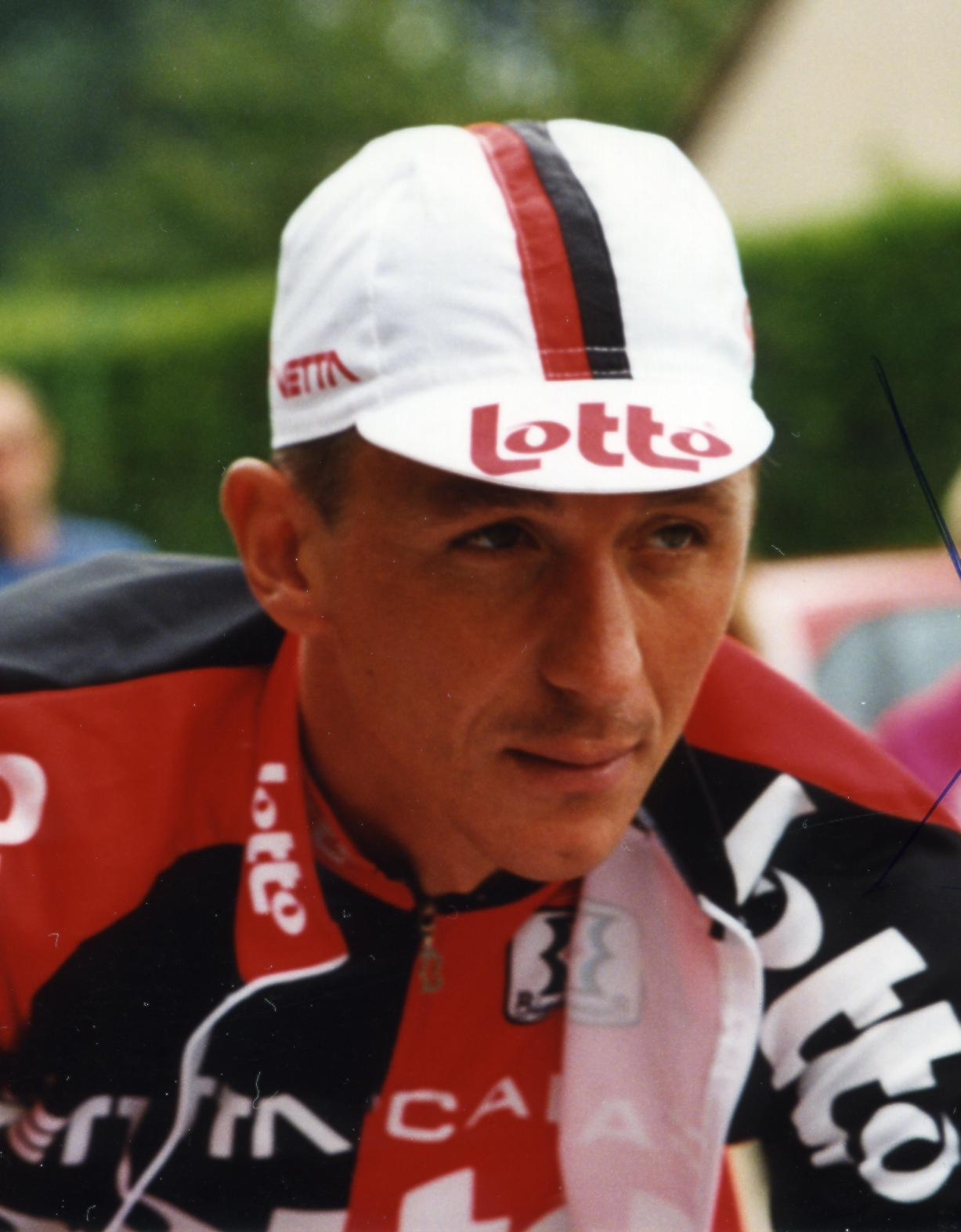
Andrei Tchmil

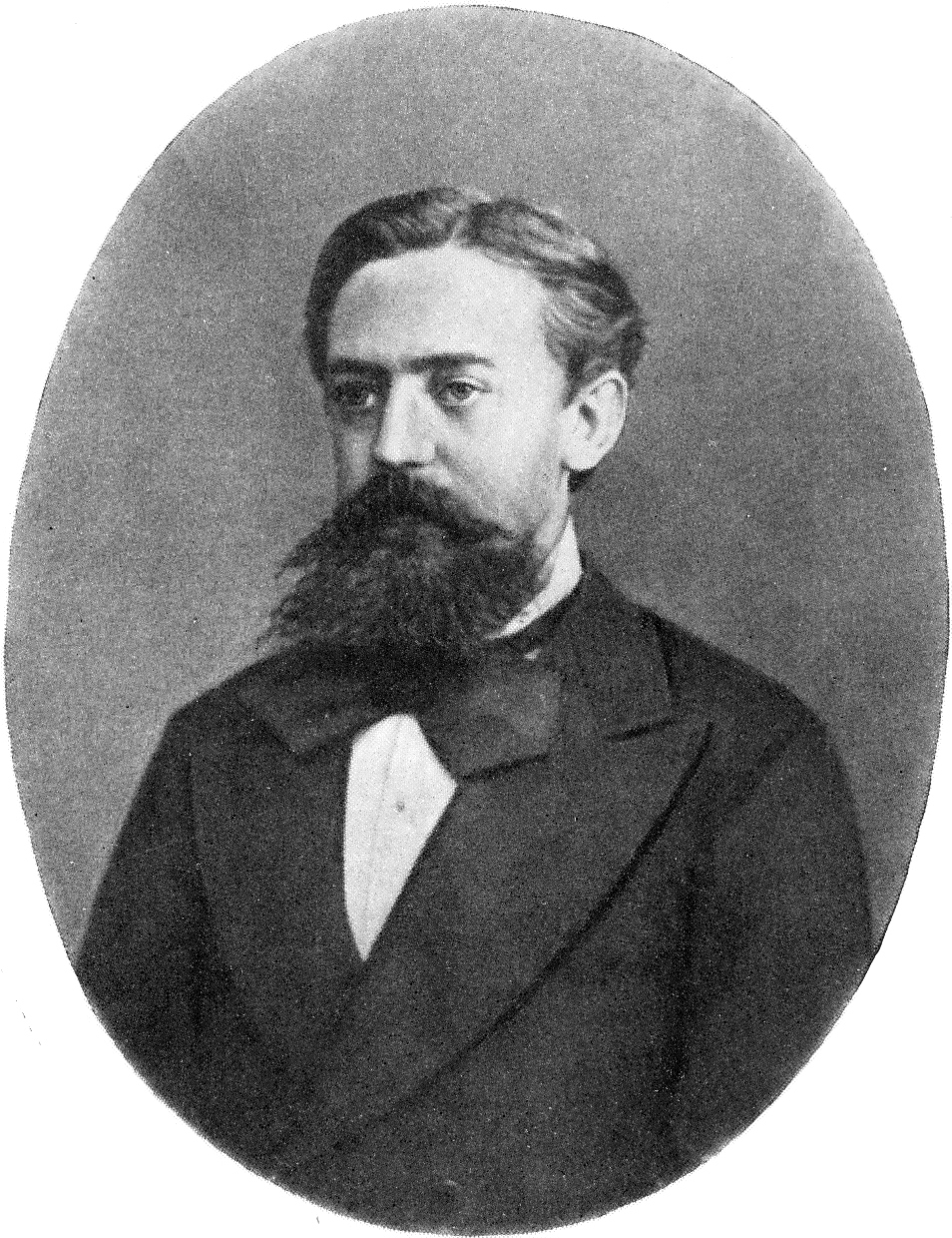
Andrej Markov Sr.

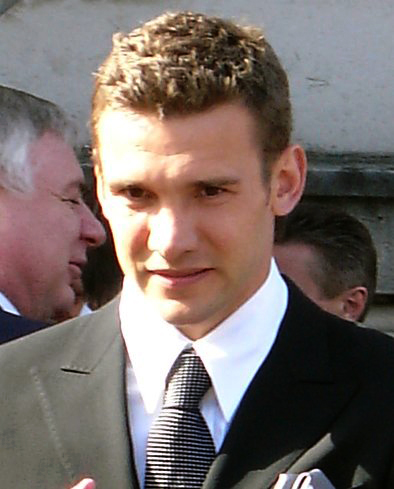
Andrij Sjevtsjenko

### Andrei
- Andrei Istratescu, Roemeens schaker
- Andrei Mureşanu, Roemeens dichter
- Andrei Stepanov, Estisch voetballer
- Andrei Tchmil, Moldavisch/Belgisch wielrenner
- Alessandro Andrei, Italiaans kogelstoter

### Andrej
- Andrej Abdoevalijev, Russisch kogelslingeraar
- Andrej Amalrik, Sovjet-Russisch schrijver
- Andrej Bajuk, Sloveens econoom en politicus
- Andrej Bitov, Russisch schrijver
- Andrej Goloebev, Kazachs tennisser
- Andrej Gretsjin, Russisch zwemmer
- Andrej Gromyko, Sovjet-Russisch politicus
- Andrej Kasjetsjkin, Kazachs wielrenner
- Andrej Kolkoetin, Russisch kunstenaar
- Andrej Kolmogorov, Russisch wiskundige
- Andrej Komac, Sloveens voetballer
- Andrej Ljaptsjev, Bulgaars politicus
- Andrej Loekanov, Bulgaars politicus
- Andrej Markov Sr., Russisch wiskundige
- Andrej Medvedev, Oekraïens tennisser
- Andrej Michnevitsj, Wit-Russisch kogelstoter
- Andrej Perlov, Russisch snelwandelaar
- Andrej Platonov, Russisch schrijver en dichter
- Andrej Porázik, Slowaaks voetballer
- Andrej Sacharov, Russisch atoomgeleerde
- Andrej Silnov, Russisch hoogspringer
- Andrej Šupka, Slowaaks voetballer
- Andrej Tarkovski, Russisch filmregisseur
- Andrej Toepolev, Russisch luchtvaartpionier en vliegtuigbouwer
- Andrej Tsjesnokov, Russisch tennisser
- Andrej Voznesenski, Russisch schrijver en dichter
- Andrej Zjdanov, Sovjet-Russisch politicus

### Andrij
- Andrij Hovorov, Oekaïens zwemmer
- Andrij Serdinov, Oekraïens zwemmer
- Andrij Sjevtsjenko, Oekraïens voetballer

### Andrija
- Andrija Mohorovičić, Kroatisch meteoroloog en geofysicus